# Phyllachora tricuspidis
Phyllachora tricuspidis är en svampart som beskrevs av Speg. 1888. Phyllachora tricuspidis ingår i släktet Phyllachora och familjen Phyllachoraceae.   Inga underarter finns listade i Catalogue of Life.